# Чертежи Брюса-Партингтона
«Чертежи Брюса-Партингтона» (англ. The Adventure of the Bruce-Partington Plans) — детективный рассказ Артура Конан Дойля о Шерлоке Холмсе. Издан в 1917 году как часть сборника «Его прощальный поклон». Действие рассказа происходит в конце ноября 1895 года.

## Сюжет
Лондон. На улицах стоит знаменитый лондонский смог, и Шерлок Холмс изнывает от безделья — в британской столице не совершается ни одного серьёзного преступления:

В предпоследнюю неделю ноября 1895 года на Лондон спустился такой густой жёлтый туман, что с понедельника до четверга из окон нашей квартиры на Бейкер-стрит невозможно было различить силуэты зданий на противоположной стороне. <…>
— Гляньте-ка в окно, Ватсон. Видите, как вдруг возникают и снова тонут в клубах тумана смутные фигуры? В такой день вор или убийца может невидимкой рыскать по городу, как тигр в джунглях, готовясь к прыжку… Счастье для лондонцев, что я не преступник.

Но внезапно скуку Холмса и его друга прерывает визит брата Холмса — Майкрофта.
Майкрофт рассказывает Шерлоку о странной смерти Кадогена Уэста — мелкого служащего Арсенала. Уэст был найден на путях метрополитена с разбитой головой. В карманах у него нашли семь чертежей подводной лодки конструкции Брюса-Партингтона. Эти чертежи — одна из главных государственных тайн Великобритании, так как подлодка Брюса-Партингтона спроектирована по новейшим технологиям того времени. Нетрудно догадаться, какой переполох в кабинете министров вызвало то, что чертежи оказались не в сейфе Арсенала, а в кармане мёртвого Кадогена Уэста на окраине Лондона.
Дело осложняется рядом загадочных обстоятельств. В день похищения документов Уэст, шедший с невестой в театр, неожиданно бросил её прямо на улице и убежал куда-то в туман. При убитом Уэсте не нашли билета, хотя, казалось бы, его выбросили из вагона движущегося поезда.

С какой целью Уэст взял документы? При каких обстоятельствах он умер? Как попал труп туда, где он был найден? Где три недостающих чертежа? Как исправить содеянное зло?

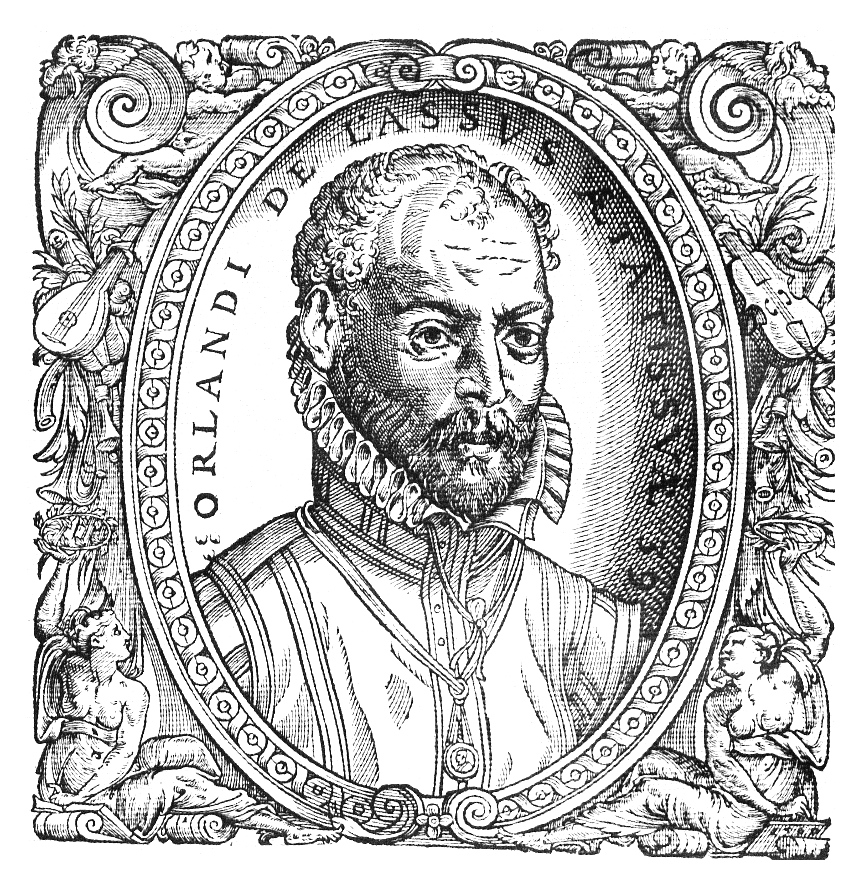
Орландо ди Лассо — фламандский композитор эпохи Возрождения, чьё творчество заинтересовало Холмса.

— такие вопросы ставит перед Холмсом и Ватсоном Майкрофт.
Начав расследование, Холмс начинает опрашивать всех причастных к этому делу людей. И тут выясняется, что непосредственный начальник Кадогена Уэста, сэр Джеймс Уолтер, тоже мёртв. Об этом Холмсу сообщает брат сэра Джеймса, полковник Валентайн Уолтер.

…Мой брат был человеком высокой чести, он не мог пережить такого позора. Это его потрясло. Он всегда гордился безупречным порядком в своем департаменте, и вдруг такой удар…

Осматривая железнодорожные пути метрополитена, Холмс приходит к выводу, что тело Кадогена Уэста было положено на крышу вагона метро. Запросив у своего брата Майкрофта список главных международных шпионов, орудующих в Лондоне, с их домашними адресами, Холмс сразу начинает подозревать некоего Гуго Оберштейна. Ведь окна его квартиры выходят прямо на железнодорожные пути метрополитена. Незаконно проникнув в его жилище в сопровождении Ватсона, Холмс находит не только переписку (через газетные объявления в «Дейли Телеграф») уже сбежавшего из Англии шпиона с неким анонимом, но и следы убийства несчастного Кадогена Уэста.

…Смотрите-ка, Ватсон, что это? Ну, конечно, следы крови. — Он указал на тёмные, мутные пятна по низу рамы…

Опубликовав в газете объявление с предложением встретиться, Холмс, Майкрофт, Ватсон и инспектор Лестрейд устраивают засаду на квартире Оберштейна. На встречу со шпионом приходит полковник Валентайн Уолтер. Пойманный, он осознаёт свою вину и во всём признаётся. Запутавшись в долгах, полковник принял предложение Оберштейна украсть за большие деньги чертежи подлодки. Кадоген Уэст, выследивший Валентайна Уолтера, ворвался на квартиру Оберштейна прямо во время передачи украденных бумаг и был убит шпионом, после чего тело действительно было положено на крышу вагона. При этом Оберштейн хочет, чтобы в пропаже подозревали убитого Уэста.

…Три я оставлю у себя, остальные семь засунем в карман этому молодому человеку. Когда его обнаружат, похищение, конечно, припишут ему…

Смерть же Джеймса Уолтера последовала вскоре после того, как он застал брата с ключами от сейфа.

…Он не говорил ни слова, но однажды застал меня с ключами, и я думаю, он меня стал подозревать. Я читал это в его взгляде. Он не мог больше смотреть людям в глаза и…

Холмс предлагает изменнику исправить содеянное. Полковник Валентайн пишет письмо Оберштейну с приглашением встречи, якобы для передачи копии одного из оставшихся семи чертежей, содержавшего критические для конструкции подлодки блоки. Попавшего в ловушку шпиона задерживает полиция, а Холмс получает приглашение на приём к «августейшей особе».

…Несколько недель спустя после описанных событий я случайно узнал, что мой друг провёл день в Виндзорском дворце и вернулся оттуда с великолепной изумрудной булавкой для галстука…

## Интересные факты
- «Чертежи Брюса-Партингтона» — один из четырёх рассказов Конан Дойля, где появляется брат Шерлока Холмса, Майкрофт Холмс.
- Во время расследования дела с чертежами Холмс работает над монографией «Полифонические мотеты Лассуса», которая затем «была напечатана для узкого круга читателей, и специалисты расценили её как последнее слово науки по данному вопросу».
- Рассказ «Чертежи Брюса-Партингтона» был использован в сюжетной линии советского фильма «Двадцатый век начинается» с Василием Ливановым и Виталием Соломиным в главных ролях.